# Eskulapstav

Eskulapstav

Eskulapstaven, eller Asklepiosstaven, är en symbol för läkekonsten bestående av en stav omslingrad av en orm. Asklepiosstaven härstammar från grekisk mytologi där den var läkedomsguden Asklepios attribut. Variationer av eskulapstaven används för att beteckna tandläkare (orm som ringlar uppför en tandnyckel), samt veterinär (två ormar som ringlar upp på var sin arm på ett V). En annan liknande symbol är Hygieias ormskål (orm som ringlar uppför en skål) som används av apotekare. Hygieia var Asklepios dotter.
Det händer att Eskulapstaven förväxlas med kaducén, guden Hermes häroldsstav, som bland annat symboliserar handel. Detta har bland annat skett i vissa medicinska institutioners vapen i USA.

## Hypoteser om symbolens ursprungsbetydelse
Det finns olika hypoteser om ursprunget till symbolens utformning. Här följer fem:
- Symbolen med ormen kommer av att ormar associerades med läkekonst i det gamla Grekland. I läketempel tillägnade åt Asklepios befann det sig ofta Eskulapsnokar[2] vilka precis som Eskulapstaven har fått sitt namn efter Asklepios. Det förefaller därför möjligt att ormen på Eskulapstaven är just en Eskulapsnok.

- Dock var det i antikens tider i många delar av världen inte ovanligt med magisk ormdyrkan med ett förmodat centrum i Egypten, då ormar sågs som en symbol för kraft, livsenergi och virilitet. Ormtempel fanns i flera länder och ormliknelsen återfinns även i kundalinikraften inom andliga rörelser och yoga.

- Ett känt exempel på ormmagi finns i Gamla testamentets Andra Mosebok[3], där Moses och Arons samt de faraoniska magikernas trollstavar förvandlades till ormar.

- Ett annat exempel är från Fjärde Moseboken,[4] där Mose gör en kopparorm och sätter upp den som ett fälttecken, alltså på en stav. Den som blir biten av en orm och då ser på kopparormen överlever bettet. Asklepios använde sig av drömmagi etc i sitt tempel för helande och sägs ibland själv ha iklätt sig formen av en orm, enligt mytologin.[5]

- I Nya Testamentet hos evangelisten Matteus[6] förekommer talesättet "Var kloka som ormar och oskyldiga som duvor", vilket skulle kunna förklara symbolbetydelsen. Både grekiska läkekunniga och egyptiska magiker ansågs kloka.